# Elaeagnus grijsii
Elaeagnus grijsii — вид квіткових рослин з родини маслинкових (Elaeagnaceae). Поширення: Китай (Фуцзянь).

## Середовище
Населяє чагарники на південних гірських схилах; на висотах 600–800 метрів.

## Біоморфологічна характеристика
Це листопадний або напіввічнозелений кущ заввишки ≈ 2 метри. Колючки присутні або відсутні; гілки, листя та квіти з густими довгими зірчастими волосками. Ніжка листка 4–7 мм; листкова пластинка яйцеподібна або широкояйцеподібна, 2.7–7 × 2.7–3.8 см, бічні жилки 4 або 5 з кожного боку середньої жилки, основа від закругленої до усіченої, край цільний, верхівка тупо загострена до тупої. Квітки коричневі, зібрані по 7–10 в пучках на довгих і коротких пагонах. Квітконіжка 2–3 мм; плодоніжка 1–2.5 см. Трубка чашечки дзвонова, 4-ребриста, 6–6.5 мм; частки овально-трикутні, ≈ 3.5 мм, зовні лише з лусками, всередині голі. Кістянка вузькоеліпсоїдна, ≈ 1.8 × 0.6 см, зі щільними лусками іржавого кольору. Цвітіння: січень і лютий; плодіння: квітень і травень.